# كيرت كوبين: مونتاج أوف هيك
كيرت كوبين: مونتاج أوف هيك (بالإنجليزية: Kurt Cobain: Montage of Heck) كما يُعرف أيضاً بعنوان كوبين: مونتاج أوف هيك (بالإنجليزية: Cobain: Montage of Heck)، هو فيلم وثائقي عن المغني وعازف الإيتار الرئيسي في فرقة نيرفانا كيرت كوبين، وقد عُرض الفيلم للمرة الأولى في مهرجان صاندانس السينمائي عام 2015. تلقى الفيلم عرض سينمائي محدود عالمياً وعرض للمرة الأولى على شاشة التلفاز في الولايات المتحدة على قناة إتش بي أو بتاريخ 4 مايو 2015.

## الإنتاج
الوثائقي من إخراج بريت مورغن وبدأ بالعمل عليه عام 2007 عندما فاتحته أرملة كوبين كورتني لوف بالفكرة. يعد هذا أول فيلم وثائقي عن حياة وسيرة كيرت كوبين يتم العمل عليه بالتعاون مع عائلته. حصل مورغن وفريقه على وصولٍ كامل للأراشيف العائلية والشخصية الخاصة بكوبين. يظهر في الوثائقي لقطات لعدة حفلات موسيقية لنيرفانا وعدة أغاني لم تُنشر سابقاً بالإضافة إلى لقطات فيديو منزلية وتسجيلات وصور فوتوغرافية وأعمال فنية مرتبطة وكتب أغاني ومقاطع صوتية تجريبية.

## وصلات خارجية
- الموقع الرسمي الأمريكي نسخة محفوظة 2 أغسطس 2015 على موقع واي باك مشين.
- الموقع الرسمي العالمي نسخة محفوظة 30 مارس 2015 على موقع واي باك مشين.
- كيرت كوبين: مونتاج أوف هيك على موقع IMDb (الإنجليزية)
- كيرت كوبين: مونتاج أوف هيك على موقع ميتاكريتيك (الإنجليزية)
- كيرت كوبين: مونتاج أوف هيك على موقع روتن توميتوز (الإنجليزية)
- كيرت كوبين: مونتاج أوف هيك على موقع ألو سيني (الفرنسية)
- كيرت كوبين: مونتاج أوف هيك على موقع أول موفي (الإنجليزية)
- كيرت كوبين: مونتاج أوف هيك على موقع بوكس أوفيس موجو (الإنجليزية)
- كيرت كوبين: مونتاج أوف هيك على موقع فيلمافينيتي (الإسبانية)
- كيرت كوبين: مونتاج أوف هيك على موقع قاعدة بيانات الأفلام السويدية (السويدية)
- كيرت كوبين: مونتاج أوف هيك على موقع قاعدة بيانات الفيلم (الإنجليزية)
- كيرت كوبين: مونتاج أوف هيك على موقع ليتربوكسد (الإنجليزية)